# Guggi
Derek Rowen, dit Guggi, est un artiste irlandais d'avant-garde, membre du groupe gothique/post-punk Virgin Prunes aux côtés de son ami Gavin Friday.
Guggi est né le 13 mai 1959 à Dublin, où il a grandi avec ses meilleurs amis Bono, le chanteur et leader du groupe de rock U2, et Gavin Friday. En 1984, il quitte les Virgin Prunes pour poursuivre sa passion pour les arts plastiques. Depuis, il a exposé ses peintures minimalistes, ses représentations de bols et de récipients dans diverses galeries, parmi lesquelles la galerie Tony Shafrazi à New York, la Osborne Samuel Gallery à Londres et la Solomon Gallery à Dublin.
Il est le frère aîné de Peter Rowen, aujourd'hui photographe mais qui, enfant, est apparu sur la couverture de trois albums de U2 (Boy, War et The Best of 1980-1990) ainsi que sur la pochette du 'single' Sunday Bloody Sunday. Il est aussi le frère du musicien Johnny Rowen et de Trevor (Strongman) qui a joué de la basse dans les Virgin Prunes.
Il vit à Dublin avec son épouse Sibylle et leurs quatre fils, ainsi que son fils ainé issu de sa précédente relation avec Linda son ex-compagne.